# Ɛ̏
Cette page contient des caractères spéciaux ou non latins. S’ils s’affichent mal (▯, ?, etc.), consultez la page d’aide Unicode.
Ɛ̏ (minuscule : ɛ̏), ou epsilon double accent grave, est un graphème utilisé dans l’écriture du dan de l’Est. Il s’agit de la lettre epsilon diacritée d’un double accent grave.

## Utilisation
En dan de l’Est, l’orthographe de 2014 utilise le ɛ double accent aigu pour représenter une voyelle mi-ouverte antérieure non arrondie [ɛ] avec un ton extra-bas, par exemple dans yɛ̏ « trou ».

## Représentations informatiques
L’epsilon double accent grave peut être représenté avec les caractères Unicode suivants :
- décomposé (latin étendu B, Alphabet phonétique international, diacritiques)[2],[3],[4]

| formes    | représentations | chaînes de caractères | points de code | descriptions                                                    |
| --------- | --------------- | --------------------- | -------------- | --------------------------------------------------------------- |
| capitale  | Ɛ̋               | Ɛ◌̏                    | U+0190 U+030F  | lettre majuscule latine epsilon diacritique double accent grave |
| minuscule | ɛ̋               | ɛ◌̏                    | U+025B U+030F  | lettre minuscule latine epsilon diacritique double accent grave |